# Henry George
Henry George (født 2. september 1839, død 29. oktober 1897) var en amerikansk journalist, økonom og filosof. Han er ophavsmanden til georgismen, som indgår i idegrundlaget for det danske politiske parti Danmarks Retsforbund.
George var født i Philadelphia, Pennsylvania, men drog som 16-årig vestpå til Californien. Efter et mislykket forsøg på at ernære sig som guldgraver blev han journalist.
På en tur til New York slog det George, at de fattige i den veletablerede by havde det meget værre end de fattige i det mindre udviklede Californien. Dette paradoks var temaet for hans bog Fremskridt og Fattigdom (originaltitel: Progress and Poverty) fra 1879 som blev en stor succes med over tre millioner eksemplarer. I bogen argumenterer George for, at næsten al den velstand, som skabes af sociale og teknologiske fremskridt i en fri markedsøkonomi, bliver opfanget af jordejere og monopolister, og at denne koncentration af ufortjent velstand er roden til fattigdom. George mente, at det var en stor uretfærdighed at forhindre et menneske i at bruge naturlige resurser og sammenlignede det med slaveri.
Georges baggrund for dette var, at han havde oplevet fattigdommen på sin egen krop, og han havde set mange forskellige miljøer på sine rejser og ved at bo i Californien på et tidspunkt med kraftig vækst. Specielt havde han bemærket, at anlæggelsen af jernbaner i Californien pressede jordpriserne og renterne opad lige så hurtigt eller hurtigere, end lønningerne steg.
Ifølge hans barnebarn Agnes de Mille gjorde Fremskridt og Fattigdom og efterfølgende bøger ham til tidens tredje mest berømte person i USA, kun overgået af Mark Twain og Thomas Edison. Han blev også en populær taler og tog endda på foredragsturneer til blandt andet Irland og Skotland. Hans ideer blev til en vis grad taget op i bl.a. Sydafrika, Taiwan, Hong Kong og Australien.
I Danmark bygger partiet Danmarks Retsforbund på hans ideer, og de har også sat deres spor i Socialdemokraternes og Det Radikale Venstres principprogrammer.
Henry George formulerede et omfattende sæt økonomiske politikker, hvoraf det mest kendte er hans agiteren for at erstatte andre skatter med grundskyld. Han var også stærkt kritisk over for begrænsende patenter og foreslog i stedet, at staten støttede innovation og forskning og så vidt muligt fjernede monopoler. "Naturlige monopoler" skulle beskattes eller reguleres. George gik ind for en kombination af uhæmmede frie markeder og omfattende sociale programmer, som skulle finansieres af skatter på jord og monopoler. Moderne økonomer som nobelprisvinderen Milton Friedman anerkender, at Georges ideer om grundskyld potentielt er fordelagtige, fordi jordskatter – i modsætning til andre skatter – ikke påvirker forbrugerpriserne. Ideen om jorden som menneskehedens fælles ejendom har vundet genklang hos moderne miljøforkæmpere, og nogle tilslutter sig ideen om betragtelige skatter eller gebyrer på forurening som en variant af jordbeskatning.
I 1886 stillede George op til posten som borgmester i New York for Det forenede Arbejderparti, og blev nummer to efter demokraten Abram Stevens Hewitt. Han fik dog flere stemmer end republikanernes kandidat, der var den senere præsident Theodore Roosevelt. I 1897 stillede han igen op, men døde fire dage før valget. Der deltog anslået 100.000 mennesker ved hans begravelse.

## Udvalgte værker (dansk titel i parentes)
- Progress and Poverty (Fremskridt og Fattigdom), 1879
- Social Problems (Samfundsspørgsmål) , 1883
- The Land Question, 1884
- Protection or Free Trade (Beskyttelse eller frihandel), 1886
- The condition of labour (Arbejdets kår), 1891
- A Perplexed Philosopher (En forvirret filosof), 1892
- The Science of Political Economy, (Den nationaløkonomiske videnskab)1898